# Юферов, Николай Осипович
 Николай Осипович Юферов  (1800—18 января 1864) — преподаватель математики в Казанском университете.

## Биография
С 1811 года учился в Казанской гимназии, с 1816 года — в казанском университете, который окончил в 1819 году со званием кандидата физико-математических наук. 14 сентября 1820 года был назначен учителем математики в Казанской гимназии, а в следующем году приглашён в казанский университет читать лекции по алгебре и геометрии студентам первого разряда врачебного отделения. На службе в университете он состоял до августа 1837 года и кроме алгебры и геометрии, преподавал также прикладную (сентябрь и октябрь 1821 г., май и июнь 1825 г.) и чистую математику (1821—1822 и 1829—1837 гг.). 5 октября 1822 г. Н. О. Юферов был удостоен степени магистра математики и физики. По введении в 1837 году нового университетского устава Юферов утратил право на преподавание в университете, но должность учителя в Первой гимназии сохранил. В период 1840—1845 годов был инспектором Вятской гимназии.